# Vaga general catalana de febrer de 2019
La vaga general catalana de febrer de 2019 es va convocar a Catalunya pel 21 de febrer de 2019 per la intersindical-CSC en protesta per la precarietat laboral, la pèrdua de drets dels treballadors i exigir la pujada del salari mínim interprofessional a 1200 €.
Els CDRs van convocar diferents protestes i talls de carreteres pel mateix dia.
Tant el govern de la Generalitat com el Parlament de Catalunya van donar suport a la vaga i es van cancel·lar reunions i actes d'aquell dia. La mesa del Parlament va ajornar a la següent setmana un ple que estava previst.

## Context
La vaga general es va convocar per fer-la coincidir amb l'inici del judici al procés d'independència de Catalunya al Tribunal Suprem i per això es va convocar en primer terme pel 7 de febrer, dia inicialment previst per l'inici del judici. Després que es canviés la data d'inici de la vista oral, la data de la convocatòria de vaga es va canviar al 21 de febrer.

## Impulsors
La vaga es va convocar per la intersindical-CSC amb el suport dels partits polítics independentistes (ERC, JxCat/PdCAT i CUP), el corrent més sobiranista dels comuns Sobiranistes, Demòcrates de Catalunya, ANC, Òmnium i els sindicats USTEC, Unió de Pagesos i CGT.

## Transcurs de la jornada

### Talls de vies de comunicació
A primera hora del matí els Comitès de Defensa de la República (CDRs) van convocar talls a diverses carreteres i autopistes del país. Entre d'altres, es van tallar l'AP-7 en diversos punts: Sant Julià de Ramis, Vilobí d'Onyar i la Roca del Vallès; la C-16 a Berga, la C-58 a Sabadell, la C-60 a la Roca del Vallès, la N-260 a Lles de Cerdanya, la C-242 a La Granadella, la C-13 a la Pobla de Segur, la A-27 i la T-11 a Tarragona, la C-66 a Torrent, la N-II a Tàrrega, a Arenys de Mar i a Mataró, la N-240 a Les Borges Blanques, la C-17 a Gurb i a Parets del Vallès, la N-152a a Puigcerdà, la C-35 a Santa Maria de Palautordera. Aquests talls van ser intermitents i es van succeir durant tot el mati.
Durant la tarda es va tallar l'AP-7 a L'Ampolla, l'Avinguda Diagonal a l'alçada de la plaça Pius XII.
El Servei Català de Trànsit va xifrar en un 13,7% la reducció de mobilitat per entrar i sortir de Barcelona des de les 6 fins a les 9 del matí.
Dins de Barcelona es van tallar en diversos punts de manera intermitent les avingudes Paral·lel, Gran Via, Diagonal i Meridiana, la Via Augusta i la Ronda de Dalt durant el matí.
Cap al migdia manifestants van entrar i tallar les vies de tren a l'estació de RENFE de Plaça de Catalunya. També durant el migdia i tarda van haver-hi talls al voltant de Plaça de Catalunya.

### Manifestacions i concentracions
Es van convocar manifestacions a Barcelona, Lleida, Tarragona, Girona i Tortosa a les 18.00h i concentracions davant els ajuntaments a les 11.00h o 12.00h segons la població.
Les manifestacions es van celebrar sense incidents i amb la participació de milers de persones a cada ciutat. A Barcelona, segons la Guàrdia Urbana, es van manifestar 40,000 persones (tot i que els organitzadors van donar la xifra de 250,000). En particular, a Girona es van manifestar unes 70,000 persones, la mobilització més gran que ha tingut mai a la ciutat.

## Seguiment

### Serveis mínims
El Departament de Treball, Afers socials i Famílies de la Generalitat de Catalunya va definir serveis mínims del 33% al servei de rodalies de RENFE durant tot el dia, el 50% a TMB i FGC en hores punta (de 6.30 a 9.30 i de 17.00 a 20.00) i el 25% la resta del dia.
Les escoles i les escoles bressol van comptar amb uns serveis mínims d'almenys un docent per cada 6 aules.
Als centres d'atenció primària (CAP) hi havia com a mínim un 25% de la plantilla i els serveis d'urgència operaven amb normalitat. Als hospitals es garantia el normal funcionament de les unitats especials i de tractament de radio i quimioteràpia així com l'activitat quirúrgica inajornable.

## Reaccions
La intersindical-CSC va qualificar la jornada de «gran èxit» i va remarcar que va ser la segona vaga general més massiva dels darrers 15 anys.